# Károly Eötvös
Károly Eötvös (n. 11 martie 1842, Mezőszentgyörgy, Enying, Regatul Ungariei, Imperiul Austriac – d. 13 aprilie 1916, Budapesta, Austro-Ungaria) a fost un jurist, avocat, om politic, parlamentar și scriitor maghiar. Numele său nobiliar a fost ráckevei.

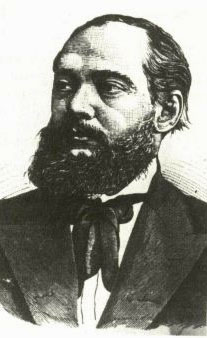
Károly Eötvös în anii 1880

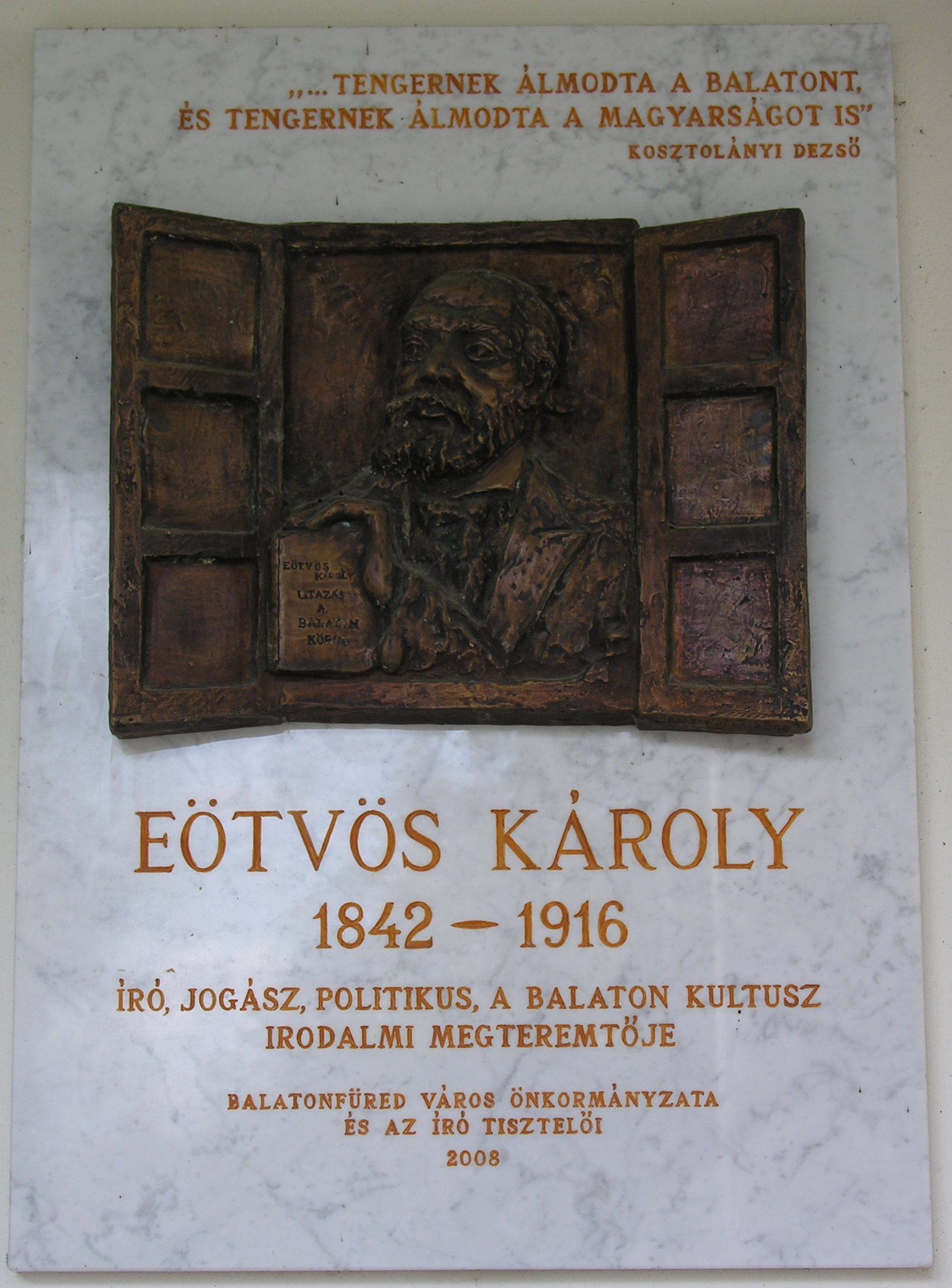
Placă în memoria lui Károly Eötvös

## Biografie
Károly Eötvös s-a născut pe 11 martie 1842 în Mezőszentgyörgy, într-o familie nobiliară maghiară. Tatăl sau era Ráczkevi Lajos Eötvös, iar mama sa a fost Lidia Újhelyi. A urmat studiile liceale la Colegiul Reformat din Pápa, iar apoi a studiat dreptul la Pápa, Kecskemét și Pesta. În 1865 a absolvit studii de drept la Pesta.
După absolvirea studiilor, a lucrat ca avocat la Veszprém, unde a fondat un ziar săptămânal care a atras atenția omului politic maghiar Ferenc Deák. Eötvös a devenit, cu ajutorul lui Deák, redactor-șef al ziarului Pesti Napló, în care a scris articole de conținut politic. A fost ales deputat în Adunarea Națională a Ungariei în 1872, fiind reales de mai multe ori, cu întreruperi, până în 1906. A făcut parte în principal din grupările politice de opoziție, fiind un susținător al dezideratelor Revoluției Maghiare de la 1848 și al independenței Ungariei. În 1878 s-a alăturat Partidului Independenței și a înființat o firmă de avocatură la Budapesta.
A devenit foarte cunoscut în 1883 ca avocat al evreilor din celebrul proces de omor ritual de la Tiszaeszlár, în care evreii locali au fost acuzați că au ucis o fată creștină și i-au folosit sângele pentru a prepara azima pascală - mațot. Procesul a stârnit o vâlvă mare în toată Europa. El a câștigat procesul, vorbind șapte ore în timpul discursului final al apărării. Succesul în acest caz i-a adus o reputație internațională, dar în Ungaria a devenit subiectul unor critici încinse.
După trei ani de pauză a fost ales din nou deputat în Adunarea Națională a Ungariei în 1887. În anul 1892 l-a vizitat pe Lajos Kossuth în exil. În 1893 a părăsit Partidul Independenței și a fondat un nou partid, care nu a avut însă succes; a candidat independent și a fost reales deputat. S-a retras din viața publică în 1910 după ce a eșuat în alegerile pentru un nou mandat de parlamentar.

## Lucrări literare
Károly Eötvös a publicat numeroase povestiri, eseuri și memorii. Lucrarea sa cea mai importantă este A nagy per, mely ezer éve folyik s még sincs vége, o descriere în trei volume a procesului de la Tiszaeszlár.
- Utazás a Balaton körül (volum de povestiri, 1900)
- A balatoni utazás vége. Az Utazás a Balaton körül folytatása. (1909)
- A nagy per, mely ezer éve folyik s még sincs vége (despre procesul de la Tiszaeszlár, în periodice, apoi din 1904 în volum)
- Gróf Károlyi Gábor feljegyzései (anecdote)
- Deák Ferenc és családja (biografie)
- Magyar alakok (portrete de personalități)
- Böthök uram szerencséje (piesă de teatru, 1915)
- Nazarénusok

Alte anecdote au fost publicate în periodice.